# Юзефув (гміна Ґужно)
Юзефув (пол. Józefów) — село в Польщі, у гміні Ґужно Ґарволінського повіту Мазовецького воєводства.
Населення — 139 осіб (2011).
У 1975-1998 роках село належало до Седлецького воєводства.

## Демографія
Демографічна структура станом на 31 березня 2011 року:
|          | Загалом | Допрацездатний вік | Працездатний вік | Постпрацездатний вік |
| -------- | ------- | ------------------ | ---------------- | -------------------- |
| Чоловіки | 71      | 15                 | 48               | 8                    |
| Жінки    | 68      | 15                 | 33               | 20                   |
| Разом    | 139     | 30                 | 81               | 28                   |